# Orlandina Basket

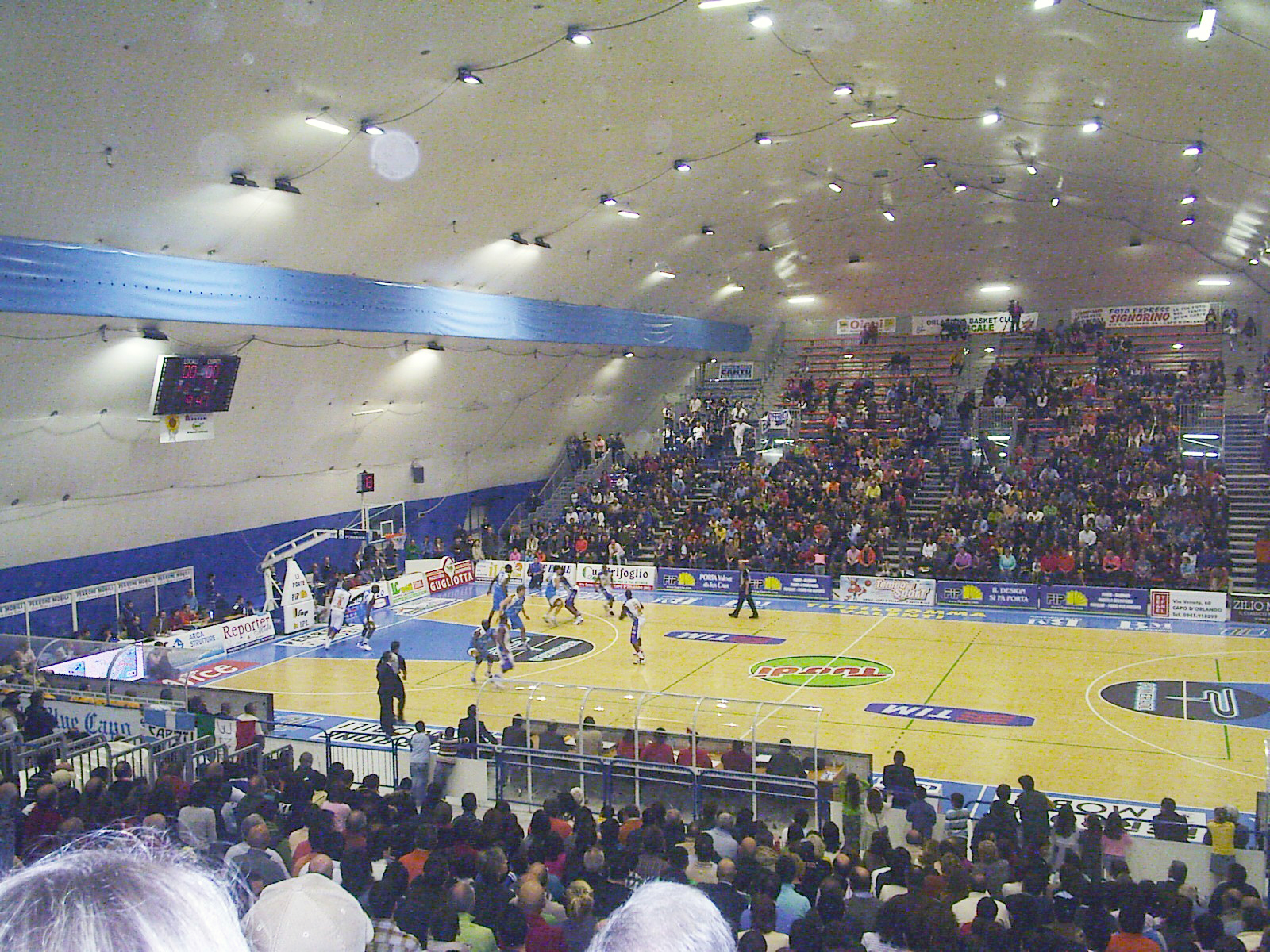
Spiel Orlandina-Cantù im PalaFantozzi

Orlandina Basket ist ein Basketballverein in Capo d’Orlando, Metropolitanstadt Messina, Sizilien, der von 2005 bis 2008 und von 2014 bis 2018 in der höchsten italienischen Basketballliga Lega Basket Serie A spielte. 2007/08 erreichte er, angeführt von Aufbauspieler Gianmarco Pozzecco, die Play-offs, in deren erster Runde er gegen Air Avellino ausschied. Obwohl sportlich qualifiziert, erhielt Orlandina für die anschließende Spielzeit keine Lizenz und musste in die unterklassige Liga Serie C regionale absteigen. Heimspiele trägt der Verein, dessen Vereinsfarben Blau und Weiß sind, in der Halle PalaFantozzi, benannt nach dem ehemaligen Spieler Alessandro Fantozzi, aus.

## Platzierungen
Capo d’Orlando spielte seit der Saison 2014/15 in der Serie A. Nach Ende der Spielzeit 2017/18 stieg der Verein in die Serie A2 ab. In der Serie A wurden bislang folgende Platzierungen erreicht:
| Saison  | Serie A                  |
| ------- | ------------------------ |
| 2014/15 | 14. Platz                |
| 2015/16 | 13. Platz                |
| 2016/17 | 8. Platz (Viertelfinale) |
| 2017/18 | 16. Platz (Absteiger)    |

## Bisherige Sponsorennamen
- Upea (?–2007)
- Pierrel (2007–2008)
- Upea (2009–2015)
- Betaland (2015–)

## Bekannte Spieler (Auswahl)
- David Arigbabu
- Engin Atsür

- Gianluca Basile
- Talor Battle

- Folarin Campbell

- Jonny Flynn

- Sotiris Gioulekas

- Terrell McIntyre

- Keaton Nankivil
- Oluoma Nnamaka